# MyPaint
MyPaint — программа для цифровых художников, растровый графический редактор с базовой функциональностью, неограниченным холстом и простым интерфейсом на GTK+, не отвлекающим от процесса рисования.

## Особенности
- Интерфейс с минимальным набором функций исключительно для рисования без привычных функций выделения, масштабирования, фильтров.
- Использование сочетаний клавиш для основных функций, например, 'F' и 'D' для увеличения (уменьшения) кисти, 'Tab' для скрытия панелей.
- Большой набор кистей и их настроек, импорт/экспорт, создание и изменение кистей и их групп. Имеются такие функции кистей как размытие, смешение цветов, стирание и т. д.
- Поддержка планшета. Собственно, программа и создана для работы с ним.
- Наглядный выбор цвета в виде цветового треугольника под курсором или отдельного окна, поддерживает RGB и HSV.
- Безграничный холст избавляет от рамок, давая неограниченные просторы для творчества, сохраняя только использованную часть.
- Поддержка форматов OpenRaster (.ora), png и jpg, что даёт возможность дальнейшей обработки в других графических редакторах или совместной работы со слоями в редакторах, поддерживающих OpenRaster, например krita.
- Начальная поддержка слоёв, изменение прозрачности и копирование/вставка.
- Кроссплатформенность. Программа доступна для Linux, Windows и Mac OS.

## Скриншоты
Скриншоты и примеры работ

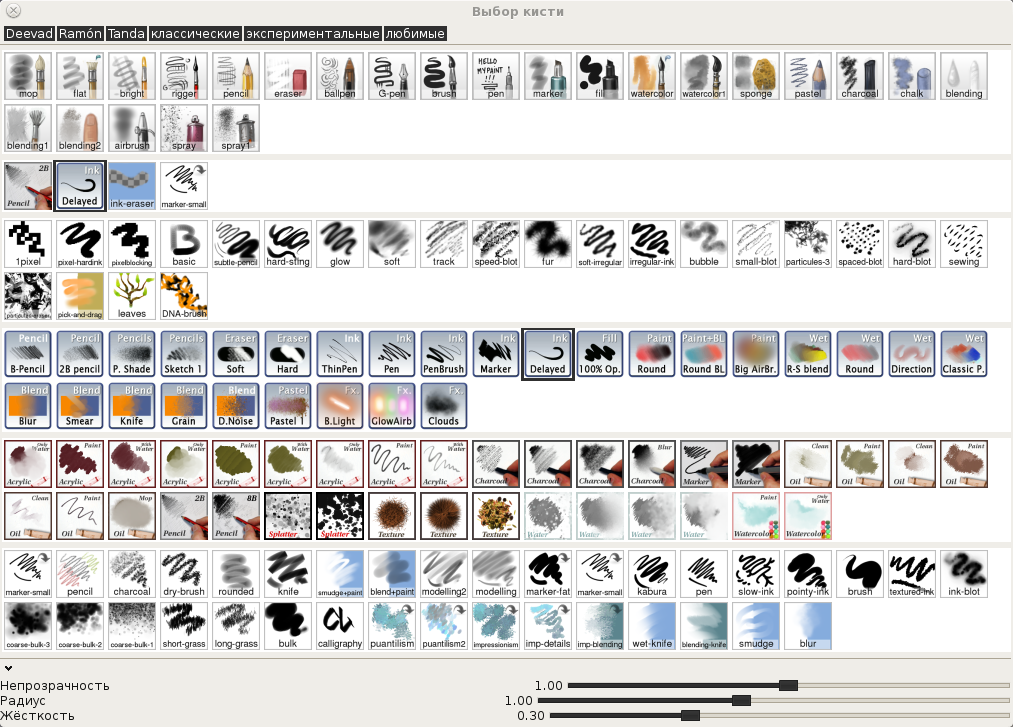
Список кистей
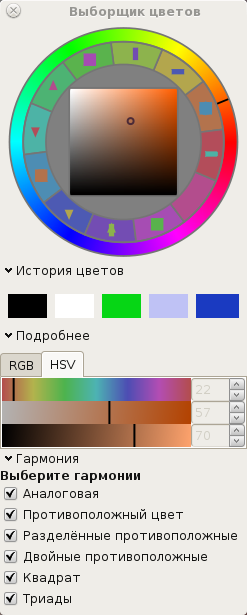
Палитра цветов
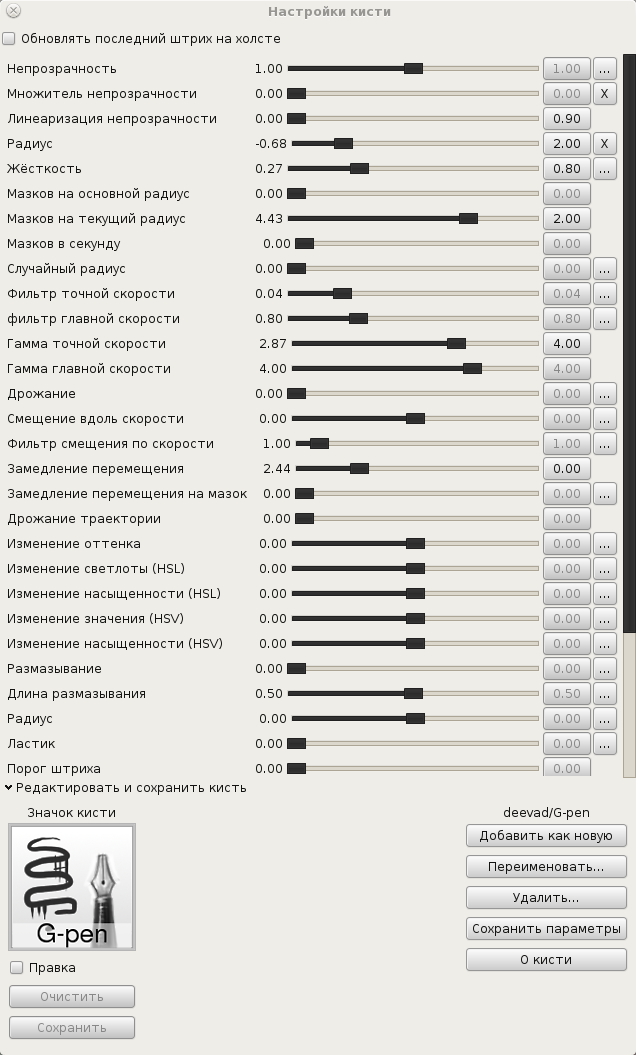
Настройки кисти
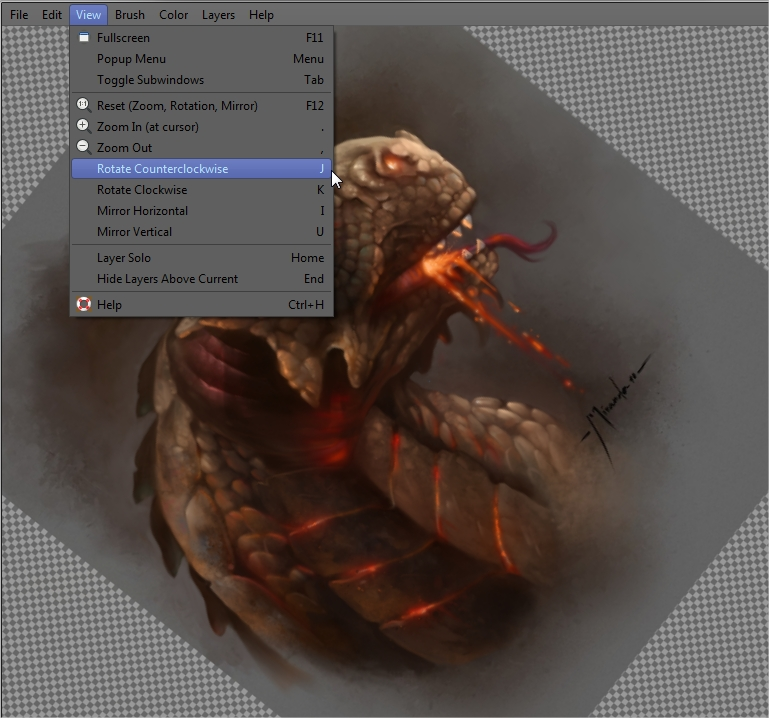
Вращение холста(через клавиатуру)
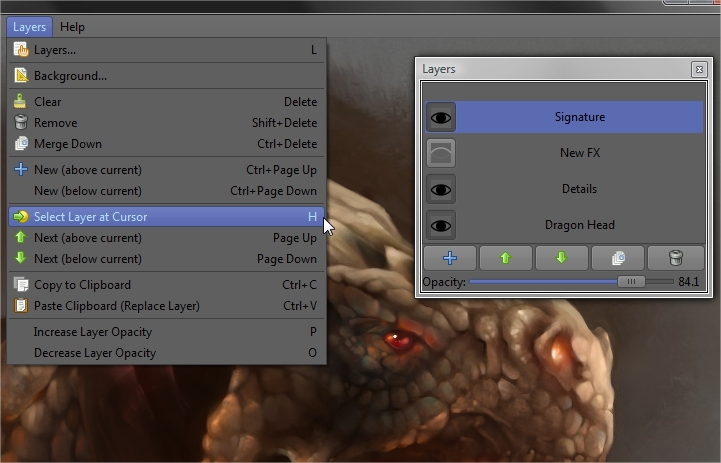
Меню слоёв
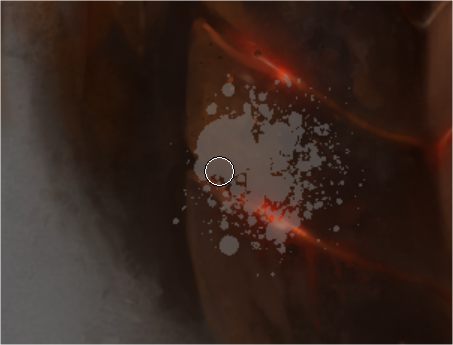
Рисование кистью